# Альвардт, Вильгельм Теодор
Вильгельм Теодор Альвардт (нем. Wilhelm Theodor Ahlwardt; 1828—1909) — немецкий учёный-ориенталист, переводчик, член-корреспондент Петербургской Академии наук, сын Христиана Вильгельма Альвардта.
Вильгельм Теодор Альвардт родился 4 июля 1828 года в городе Грейфсвальде.
Изучал в 1846—1850 годах в Грейфсвальде и Геттингене восточные языки, особенно семитические, и посвятил себя потом изучению арабских рукописей герцогской библиотеки в Готе, а в 1854—56 гг. работал в Сорбонне в Императорской библиотеке в столице Франции городе Париже.
В качестве помощника библиотекаря грейфсвальдской библиотеки он начал в университете Грайфсвальда читать лекции с 1857 года, и затем в 1861 году назначен был ординарным профессором восточных языков и вторым библиотекарем; но от последней должности он отказался в 1865 году.
Его сочинения касаются арабской филологии и истории литературы, в особенности же он отличился как основательный и тонкий знаток древнеарабской поэзии.
Вильгельм Теодор Альвардт скончался 2 ноября 1909 года в Грейфсвальде.